# Петер Деніц
Петер Деніц (нім. Peter Dönitz; 20 березня 1922 — 13 травня 1943) — німецький офіцер-підводник, лейтенант-цур-зее крігсмаріне.

## Біографія
Молодший син грос-адмірала Карла Деніца і його дружини Інгеборг, уродженої Вебер. В грудні 1942 року призначений вахтовим офіцером щойно побудованого підводного човна U-954. Під час першого походу 13 травня 1943 року човен був потоплений в Північній Атлантиці південно-східніше мису Фарвель (54°54′ пн. ш. 34°19′ зх. д.) глибинними бомбами британських фрегата «Джед» та шлюпа «Сеннен». Всі 47 членів екіпажу загинули.